# Reithrodontomys fulvescens
Reithrodontomys fulvescens és una espècie de mamífer rosegador de la família dels cricètids. Viu a El Salvador, Guatemala, Hondures, Mèxic, Nicaragua i els Estats Units. Es tracta d'un animal nocturn. El seu hàbitat natural són els herbassars intercalats amb matollars. És una espècie en risc mínim, és a dir, no sembla que hi hagi cap amenaça significativa per a la seva supervivència. El seu nom específic, fulvescens, significa ‘groguenc’ en llatí.